# G
G är den sjunde bokstaven i det moderna latinska alfabetet.

## Betydelser

### Versalt G

#### Naturvetenskaper
- Beteckning för måttenhetsprefixet giga (109) enligt SI.
- Äldre beteckning för det binära prefixet gibi, Gi.
- Symbol för gravitationskonstanten (för tyngdacceleration se nedan).
- G är ett mått på den i regel fiktiva tröghetskraften vid någon acceleration (ofta i flygplan) där 1 G är lika stor som jordens tyngdacceleration vid markytan och 0 G är tyngdlöshet. För att skydda personal mot överbelastning används G-dräkt och G-mätare
- Beteckning för det termodynamiska begreppet Gibbs fria energi.
- Symbol för den hypotetiska elementarpartikeln graviton.
- Beteckning för elektrisk konduktans, enhet Siemens enligt Internationella måttenhetssystemet (SI)
- Enheten Gauss för magnetisk fältstyrka i cgs-systemet
- Beteckning för skjuvmodul inom hållfasthetsläran
- Symbol för kvävebasen guanin i schematiska DNA-framställningar
- Symbol för G-protein
- Symbol för aminosyran glycin
- G-punkten, en erogen zon i kvinnans vagina
- G-delta-mängd, begrepp i mängdläran
- (g) visar att ämnet är i gasform.

#### Teknik
- G kan beteckna en generation av teknologi för mobiltelefoni, se 0G, 1G, 2G, 3G, 4G och 5G.
- G kan i kombination med L beteckna en generation av programspråk, "Nth Generation Programming Language".
  - 1GL är maskinkod, "ettor och nollor".
  - 2GL är assemblerspråk, maskinkod i klartext.
  - 3GL är mera läsbara programspråk som Fortran, BASIC och C, högnivåspråk (dock flytande gräns).
  - 4GL fokuserar på informationshantering, ex. databaser.
  - 5GL på logiska problem, speciellt inom artificiell intelligens. Ex. Prolog, OPS5 och Mercury
- En serie mobiltelefoner från Sony Ericsson
- G-gänga är en gängtyp för teleutrustning
- G-sockel för halogenlampor
- G-skala, skala inom modelljärnvägsbygge
- Del av beteckning på olika flygplan, exempelvis Grumman G-73, se Lista över flygplan/E-H
- G-klass (transportbåt), inom svenska marinen
- Mercedes-Benz G-klass (Geländewagen)
- G DATA Software, tyskt datasäkerhetsföretag
- För fartyg inom USA:s flotta betyder bokstaven G i bognumret att fartyget har robotar som huvudvapen.

#### Humanvetenskaper
- Inom bibliotekens klassifikationssystem SAB beteckning för litteraturvetenskap, se SAB:G.
- Betyget godkänd, i betygsskalor där även IG/U, VG och MVG kan tänkas förekomma.
- Länsbokstav för Kronobergs län.
- GG är registreringskod för fiskefartyg hemmahörande i Göteborgsdistriktet.
- Nationalitetsbeteckning för motorfordon från Gabon.
- En tidszon = UTC+8
- Internationella organisationer: G8 (f.d. G6/G7), G10, G20, G77
- G12, en evangeliskt kristen församlingsfilosofi
- Gruppe G, Widerstandsgruppe G, en av flera antinazistiska motståndsrörelser i Nazityskland i Stuttgart, Tyskland på 1930-talet

#### Kulturliv och sport
- Den femte tonen i C-durskalan, position för G-klav. Även beteckning för G-durs skala och ackordet G-dur. G-moll kan ibland betecknas g.
- G-sträng, sträng stämd till tonen G på fiol- och gitarr-instrument. Finns i titeln på Bachs stycke "Air" (Air auf der G-Saite, BVW 1068), även i föreningen G-sträng
- Super G, en gren inom alpin skidsport
- Svensk film från 1983, se "G – som i gemenskap".
- "Fallet G", roman av Håkan Nesser
- G-string, ett utförande av damtrosor

#### Informella beteckningar
- Kung Gustav V kallade sig ibland "Mr. G", och hade monogrammet "GV" exempelvis på tioöringen
- G***** pseudonym för Prins Gustaf av Sverige och Norge som kompositör
- "PG", smeknamn för Pehr G Gyllenhammar
- "GW", smeknamn för Leif GW Persson
- I artistnamnet Kenny G, jazzmusiker
- I talspråksuttrycket "på G", förkortning för "på gång"
- G-test, talspråk för "graviditetstest"
- I amerikansk hiphopkultur används G som förkortning för gangster, t.ex. real G eller OG (original gangster). Se även G-funk

#### Tideräkning
- Söndagsbokstav för normalår som börjar en måndag

### Gement g
- Symbol för gram, den prefixlösa enheten i SI:s viktskala (kilogram räknas som grundenhet), del av cgs-systemet.
- Symbol för tyngdacceleration, även som konstant för jordens tyngdacceleration.
- Symbol för elementarpartikeln gluon
- En orbital i atomteori, som tänks partiellt fylld i atomer i g-blocket.
- Generell intelligensfaktor, g-faktorn
- Internationella fonetiska alfabetets symbol för tonande velar klusil.
- G-moll kan ibland betecknas g
- I förkortningar, exempelvis:
  - v.g. (var god)
  - p.g.a. (på grund av)
  - g.m. (gift med)

#### Två varianter

De två varianterna av gement g

Det gemena g:et finns utformat i två versioner (allografer): med underhäng och med underhängsögla (glasögon-g).

## Uttal
G uttalas normalt som J framför mjuk vokal (e, i, y, ä och ö).

## Historia
Till det latinska alfabetet kom bokstaven G liksom bokstaven C från etruskiska, vilket i sin tur kommer från den grekiska bokstaven gamma (Γ eller γ). På etruskiska fanns inget g-ljud, och eftersom ingen åtskillnad gjordes för g-ljud och k-ljud behövdes bara en av bokstäverna C och K. Etruskerna valde att huvudsakligen använda C, kanske för att det är lite lättare att skriva. Detta bruk tog romarna efter, men på latin gjordes det en åtskillnad mellan g-ljud och k-ljud. Därför modifierades C till G för g-ljudet, medan C stod för k-ljudet. Man brukar ge Spurius Carvilius Ruga äran för att ha uppfunnit bokstaven "G".

## Datateknik
I datorer lagras G samt förkomponerade bokstäver med G som bas och vissa andra varianter av G med följande kodpunkter:
| Unicode | Gemen |                                        | Unicode | Versal |                                        | Används bl.a. i följande språk         |
| ------- | ----- | -------------------------------------- | ------- | ------ | -------------------------------------- | -------------------------------------- |
| U+0067  | g     | LATIN SMALL LETTER G                   | U+0047  | G      | LATIN CAPITAL LETTER G                 | de flesta där latinskt alfabet används |
| U+1D4D  | ᵍ     | MODIFIER LETTER SMALL G                |         |        |                                        |                                        |
| U+01F5  | ǵ     | LATIN SMALL LETTER G WITH ACUTE        | U+01F4  | Ǵ      | LATIN CAPITAL LETTER G WITH ACUTE      |                                        |
| U+011F  | ğ     | LATIN SMALL LETTER G WITH BREVE        | U+011E  | Ğ      | LATIN CAPITAL LETTER G WITH BREVE      | turkiska, azeriska, tatariska          |
| U+011D  | ĝ     | LATIN SMALL LETTER G WITH CIRCUMFLEX   | U+011C  | Ĝ      | LATIN CAPITAL LETTER G WITH CIRCUMFLEX | esperanto                              |
| U+01E7  | ǧ     | LATIN SMALL LETTER G WITH CARON        | U+01E6  | Ǧ      | LATIN CAPITAL LETTER G WITH CARON      |                                        |
| U+0121  | ġ     | LATIN SMALL LETTER G WITH DOT ABOVE    | U+0120  | Ġ      | LATIN CAPITAL LETTER G WITH DOT ABOVE  | maltesiska                             |
| U+0123  | ģ     | LATIN SMALL LETTER G WITH CEDILLA      | U+0122  | Ģ      | LATIN CAPITAL LETTER G WITH CEDILLA    | lettiska                               |
| U+1E21  | ḡ     | LATIN SMALL LETTER G WITH MACRON       | U+1E20  | Ḡ      | LATIN CAPITAL LETTER G WITH MACRON     | kokota                                 |
| U+01E5  | ǥ     | LATIN SMALL LETTER G WITH STROKE       | U+01E4  | Ǥ      | LATIN CAPITAL LETTER G WITH STROKE     | skoltsamiska                           |
| U+0260  | ʛ     | LATIN SMALL LETTER CAPITAL G WITH HOOK |         |        |                                        | IPA                                    |
| U+0260  | ɠ     | LATIN SMALL LETTER G WITH HOOK         |         |        |                                        | IPA                                    |
| U+0261  | ɡ     | LATIN SMALL LETTER SCRIPT G            |         |        |                                        | IPA                                    |

I ASCII-baserade kodningar lagras G med värdet 0x47 (hexadecimalt) och g med värdet 0x67 (hexadecimalt).
I EBCDIC-baserade kodningar lagras G med värdet 0xC7 (hexadecimalt) och g med värdet 0x87 (hexadecimalt).
Övriga varianter av G lagras med olika värden beroende på vilken kodning som används, om de alls kan representeras.